# Каменка (Промишленнівський округ)
Ка́менка (рос. Каменка) — присілок у складі Промишленнівського округу Кемеровської області, Росія.

## Населення
Населення — 862 особи (2010; 903 у 2002).
Національний склад (станом на 2002 рік):
- росіяни — 87 %